# Себастиан (римский полководец)
Севастиан (лат. Sebastianus; ? — 9 августа 378 года, Адрианополь) — римский полководец IV века

## Биография
Себастиан был дуксом Египта в 356—358 годах. В то время продолжался спор между арианами и православными, и Себастиан принял сторону арианского епископа Георгия Каппадокийского. Он участвовал в должности комита в персидском походе Юлиана II. У Карр император поручил Себастиану и Прокопию командовать частью римской армией и приказал идти в Армению, где они должны присоединиться к царю Аршаку и вернуться в Ассирию, если нужно будет. Юлиан умер ещё до встречи, и когда Себастиан с Прокопием прибыл в Тилсафату между Нисибисом и Сингарой, армия уже выбрала Иовиана в качестве нового императора. Аммиан Марцеллин говорит, что прибытие подкреплений было затруднено соперничеством между Себастианом и Прокопием. Себастиан также участвовал в кампании против квадов, которую провел следующий император, Валентиниан I в 375 году.
Он был настолько популярен в армии, что когда император Валентиниан I умер в 375 году, возникло опасение, что Себастиан будет провозглашен императором армией. Поэтому ему сразу не доложили о смерти императора. После этого Себастиан был придворным императора Грациана и начальником италийских легионов. Потом он был направлен к императору Валенту, который столкнулся с вторжением готов Фритигерна. Там Себастиан был назначен на должность магистра пехоты. Здесь он выбрал 2000 хорошо обученных солдат и командовал ими лично. Себастиан разбил отряд варваров, чем вызвал зависть чиновников императорского двора. Валент, однако, не сомневался в верности Себастиана. Когда Валент решил дать бой готам у Адрианополя, Себастиан советовал дождаться подкрепления Грациана, но император не послушал и начал бой. Сам Себастиан погиб во время битвы.